# Сувурой
Су́вурой, ранее — Судурё (фар. Suðuroy — «Южный остров») — самый южный остров Фарерского архипелага. Площадь острова — 164,71 км². В 2013 году население острова составляло 4702 человека.
На острове находятся населённые пункты: Твёройри, Воавур, Сумба, Квальба.
Вид на обрыв острова Сувурой изображен на 50-кроновой банкноте Фарерских островов.

## История
Древнее поселение Вуйкарбирджи было заброшено в конце 1990-х гг. Другое поселение, Акраберг, было заброшено вблизи 1350 года из-за эпидемии чумы; население, жившее в тех местах в то время, прибыло из Фрисландии.
Деревня Сандвуйк была заново основана в XIX веке. Фоамара восстановлена в 2010 году при расширении города Воавур дальше первоначальных границ. Два других поселения основаны в начале и в середине XX века: Ботни, к северу от Воавура, и Тьяльдавик, в заливе к северу от Эравуйк. Оба места снова заброшены.
Население Сувуроя постепенно снижается с 1970-х гг. В 1985 году остров обладал населением 5881 человек, но к 2019 году население снизилось до 4591 человека.

## География
Высочайшая точка острова Сувурой — гора Глуггарнир (610 метров), но наиболее известный пик — это Беинисвьорд к северо-западу от деревни Сумба. Беинисвьорд и окрестности были воспеты в творчестве Пола Йёнсена (1898—1970), а также других фарерских поэтов. Сувурой — остров с большим количеством островков и шхер.
Сувурой — единственный остров в архипелаге, на котором есть угольные шахты, одна из которых до сих пор действует. Она расположена в Квальбе, вблизи тоннеля. Другие угольные шахты были в Ренгаботнур в Тронджисвоавуре (на южной стороне Тронджисвогсфьорда) и в Фомьине. Заливы Эравуйк, Тронджисвоавур, Фомьин, Воавур и Квальба называются также заливами гринд.

### Ключевая орнитологическая территория
Западную часть острова организация BirdLife International относит к Ключевым орнитологическим территориям, поскольку это важное место для многих морских птиц, особенно для глупышей (100000 пар), прямохвостых качурок (2500 пар), хохлатых бакланов (200 пар), обыкновенных моевок (39000 пар), тупиков (20000 пар), тонкоклювых кайр (31900 особей) и обыкновенных чистиков (400 пар).

## Транспорт и инфраструктура

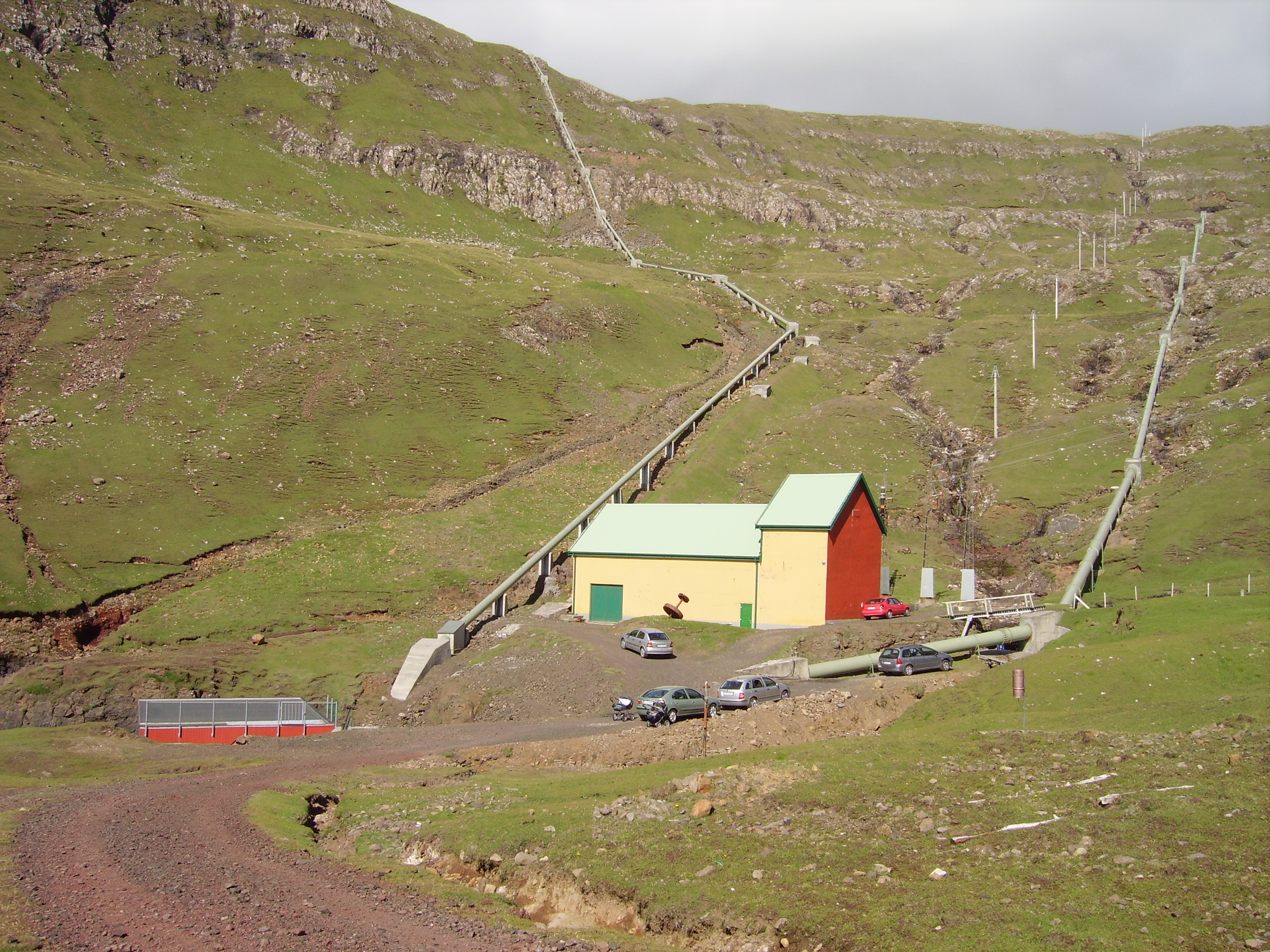
Гидроэлектростанция мощностью 3,3 МВт, построена в 1921 году.

MS ''Smyril'' 2-3 раза в день совершает рейсы между Торсхавном и Сувуроем, отправляется из порта Крамбатанджи на южной стороне Тронджисвогсфьорда. Путь занимает два часа.
В Сувурое существует два национальных автобусных маршрута. Маршрут 700 соединяет Твёройри и Сумбу (южная линия) и 701 между Фомьином и Сандвуйком (северная линия). В Фробе есть вертодром, откуда осуществляются полёты до Торсхавна и аэропорта Воавур.
Дорожная сеть проходит по всему острову, включает четыре тоннеля. Предполагается, что в будущем тоннель Сувуройяртуннелин соединит остров с островами Скувой и Сандой, заменяя паромную переправу.
Электросеть Сувуроя зависит от нефтяной электростанции и от дамбы гидроэлектростанции в Воавуре. Сувурой в этом плане не связан с другими островами

## Достопримечательности и активный отдых

### Клифы, утёсы

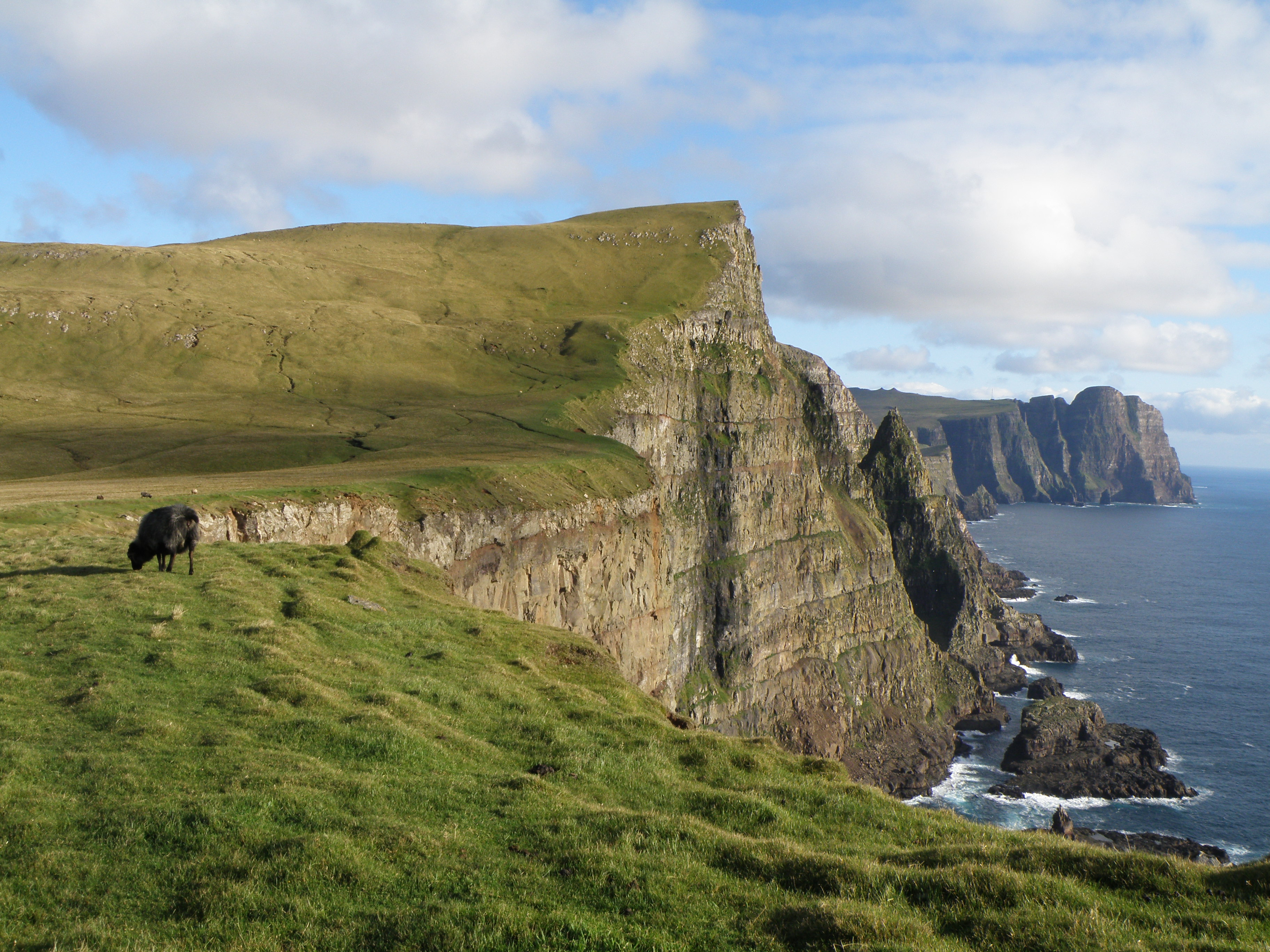
Вид с Эджаднара.

Воагсайи — местность с 200-метровым утёсом на южной стороне, дорога проходит внизу у моря. Шхеры носят название Хельтнаднар, утёс носит название Мулатанджи.
Эджарвевур на южной стороне фьорда Воагсвьорд приводит к утёсу Эджаднар высотой 200 метров, с которого в направлении на юг открывается вид на Беинисвьорд, а в направлении на север — на Воагсайи. На Эджаднаре туристы могут увидеть два бетонных бункера — британские наблюдательные пункты во Второй мировой войне. Также здесь находится заброшенная радарная станция Loran-C, закрытая в середине 1970-х гг.
К югу от Эджаднара находится перешеек Лопра, Лопрансайи, высотой около 50 метров над уровенм моря. Островок Лопрансхёльмур находится всего в нескольких метрах от утёсов перешейка. Утёс Беинисвьорд расположен к югу от Лопрансайи, в промежутке находится несколько шхер, в которых в 1742 году потерпело кораблекружение судно SS Westerbeek. Из 84 людей на борту выжили 80.

### Фомьин

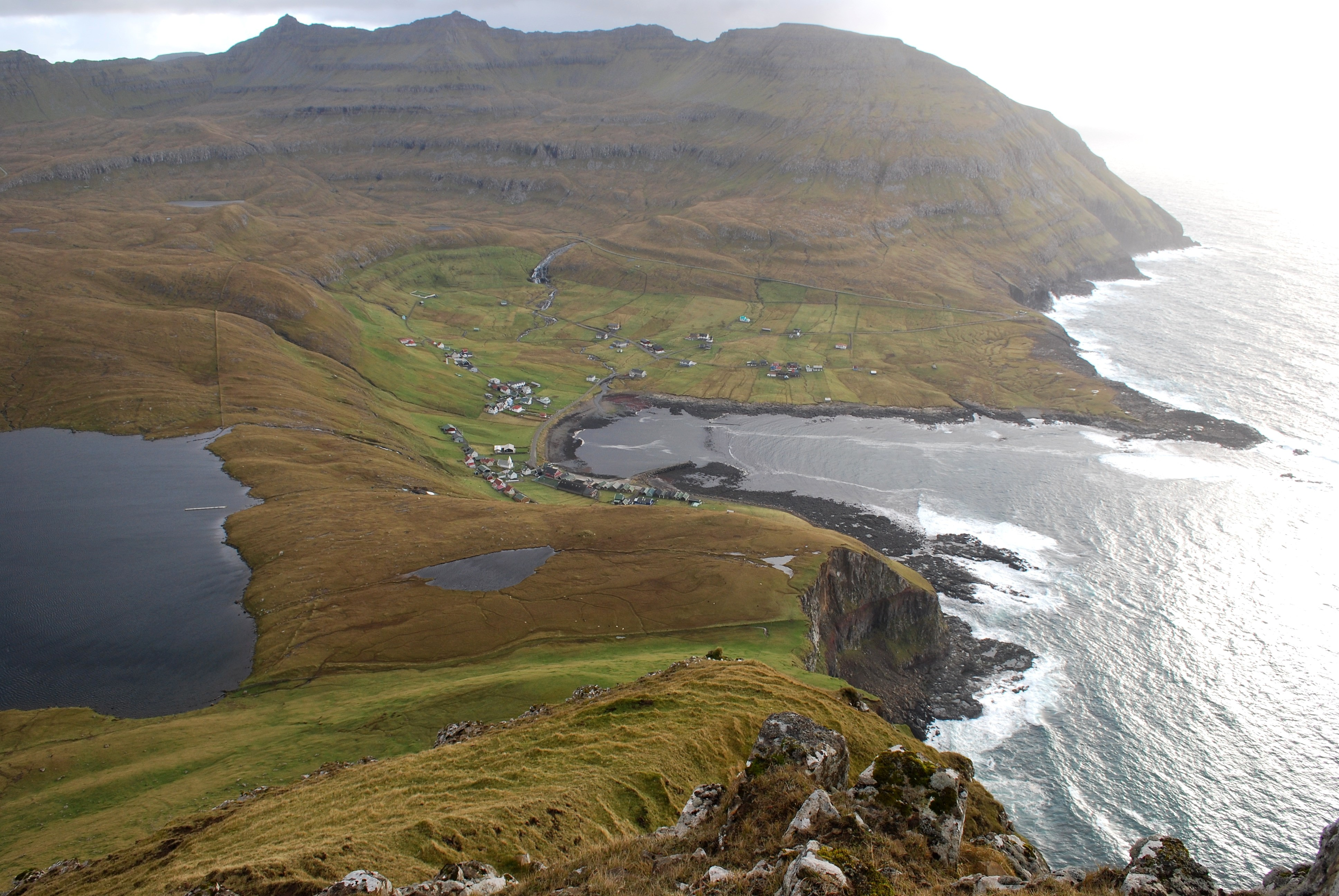
Фомьин окружен некоторыми из наиболее высоких утёсов острова

Фомьин — одна из двух деревень, находящихся на западном берегу Сувуроя, Сумба — второй такой населённый пункт. Все другие деревни находятся на восточном берегу. В центре залива Фомьина есть особый риф, который в низкий прилив закрывает вход в залив, за исключением канала, специально созданного для того, чтобы рыбацкие лодки могли выходить в море. Чуть выше деревни находится озеро Чирчуватн. Другой достопримечательностью являются утёсы и ущелье к западу от деревни, называемое Prestgjógv. Главной достопримечательностью является фарерский флаг Меркид, хранящийся в церкви. Он был сделан в 1919 году фарерскими студентами, обучавшимися в Копенгагене. Одним из студентов был Йенс Оливер Лисберг из Фомьина. До Второй мировой войны, пока Фарерские острова не были заняты Великобританией, а Дания — Германией, флаг не признавался как официальный. С того времени Меркид является официальным флагом Фарерских островов. В церкви Фомьина находится фомьинский рунный камень.

### Пеший туризм
В Твёройри существует привлекательный пеший маршрут по горам в долину Кваннхаджи. Из местности над долиной открывается вид на острова Луйтла-Дуймун и Стоура-Дуймун. Дороги в долину не ведут.

### Йоуансёка
В Твёройри и Воуавуре останавливаются участники летнего фестиваля Йоуансёка. Можно назвать это мероприятие малой версией фестиваля Оулавсёка, проводимого в Торсхавне. Фестиваль проводится в последние выходные июня, а в субботу проводится соревнование по гребле.

### Театр
Вблизи паромного терминала находится главная культурная площадка острова, SALT, в бывшей соляной шахте. В 1980 году место было заброшено, а затем в 2017 году в ней был открыт театр.

## Галерея

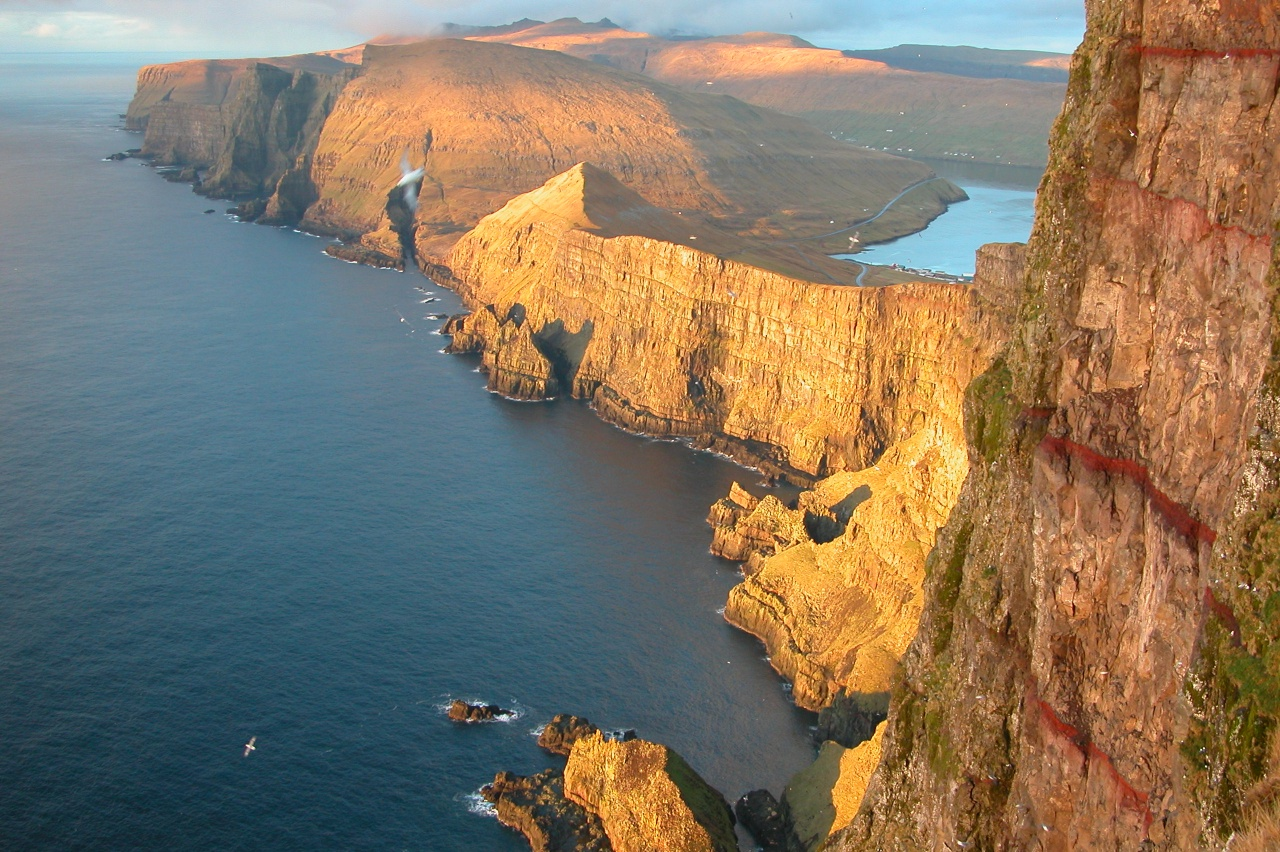
Западное побережье острова Сувурой
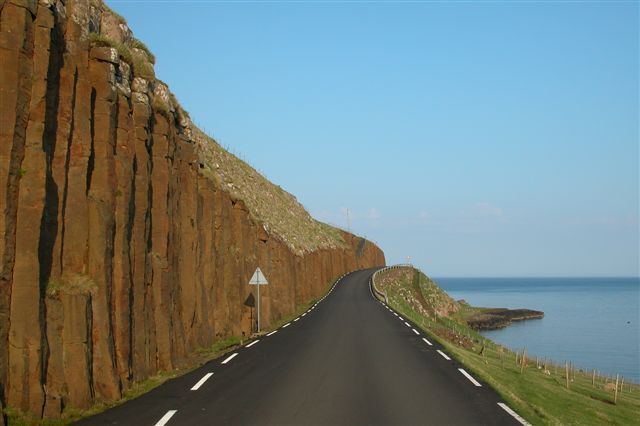
Дорога на острове
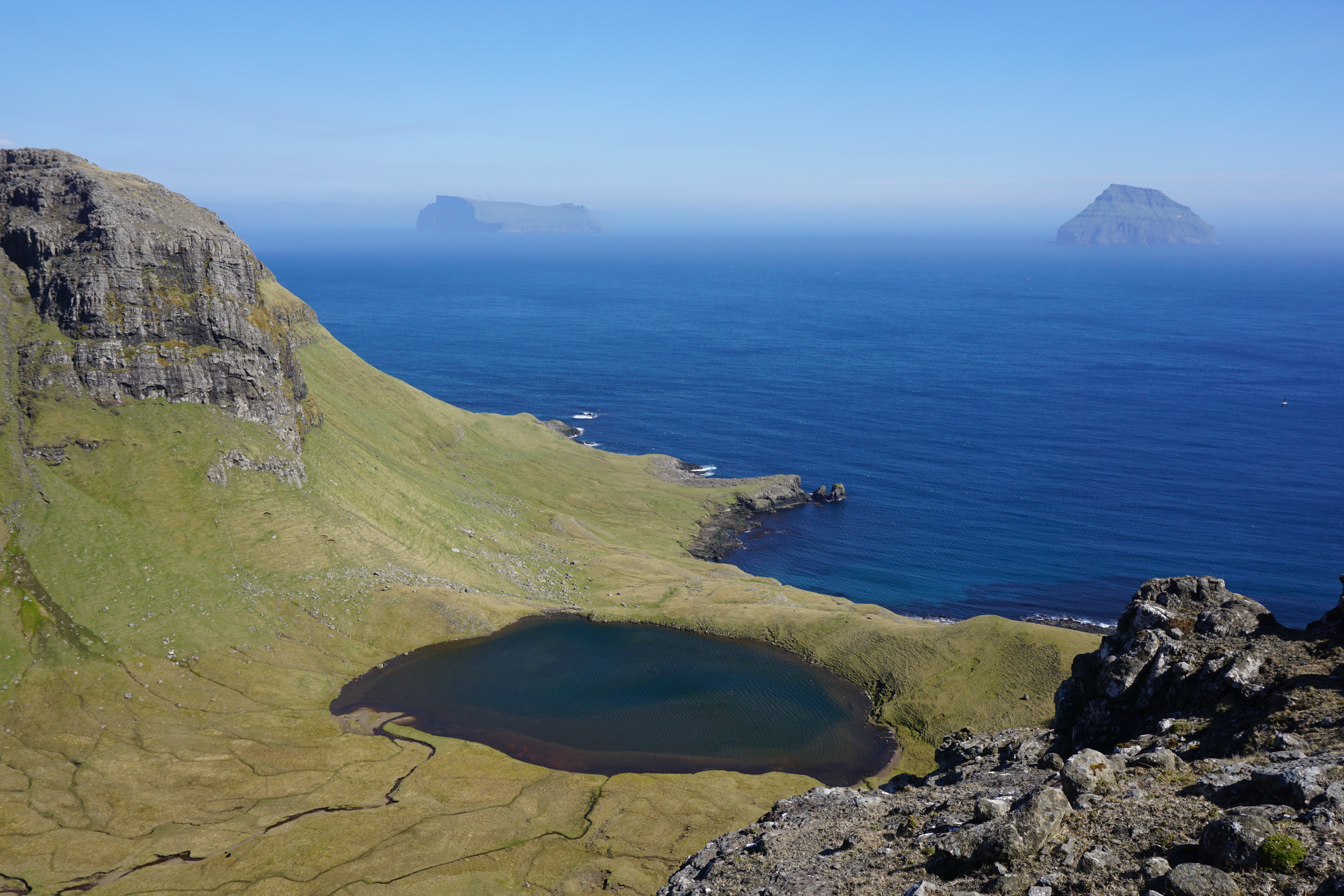
Морское побережье
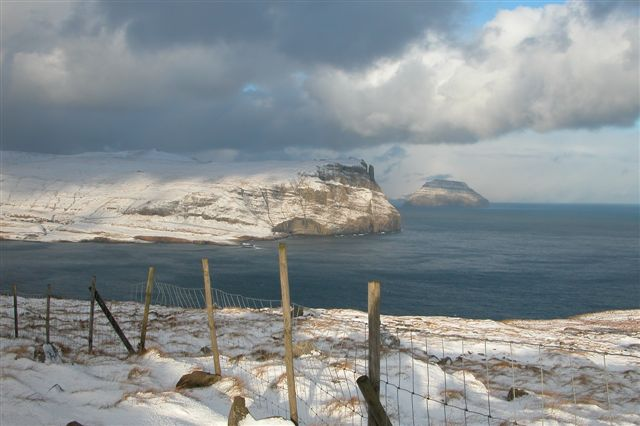
Сувурой зимой
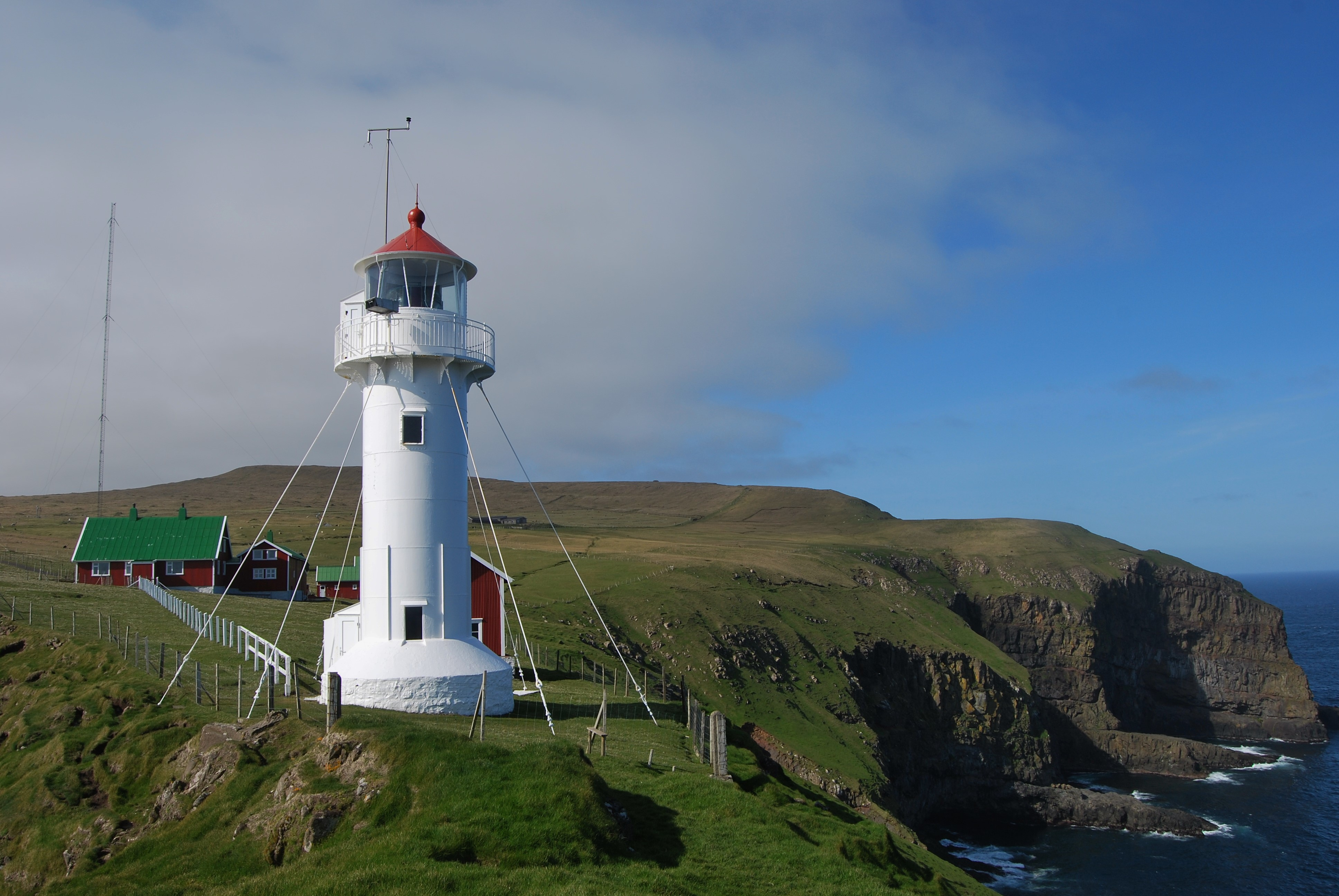
Маяк Акраберг, построен в 1909 году.
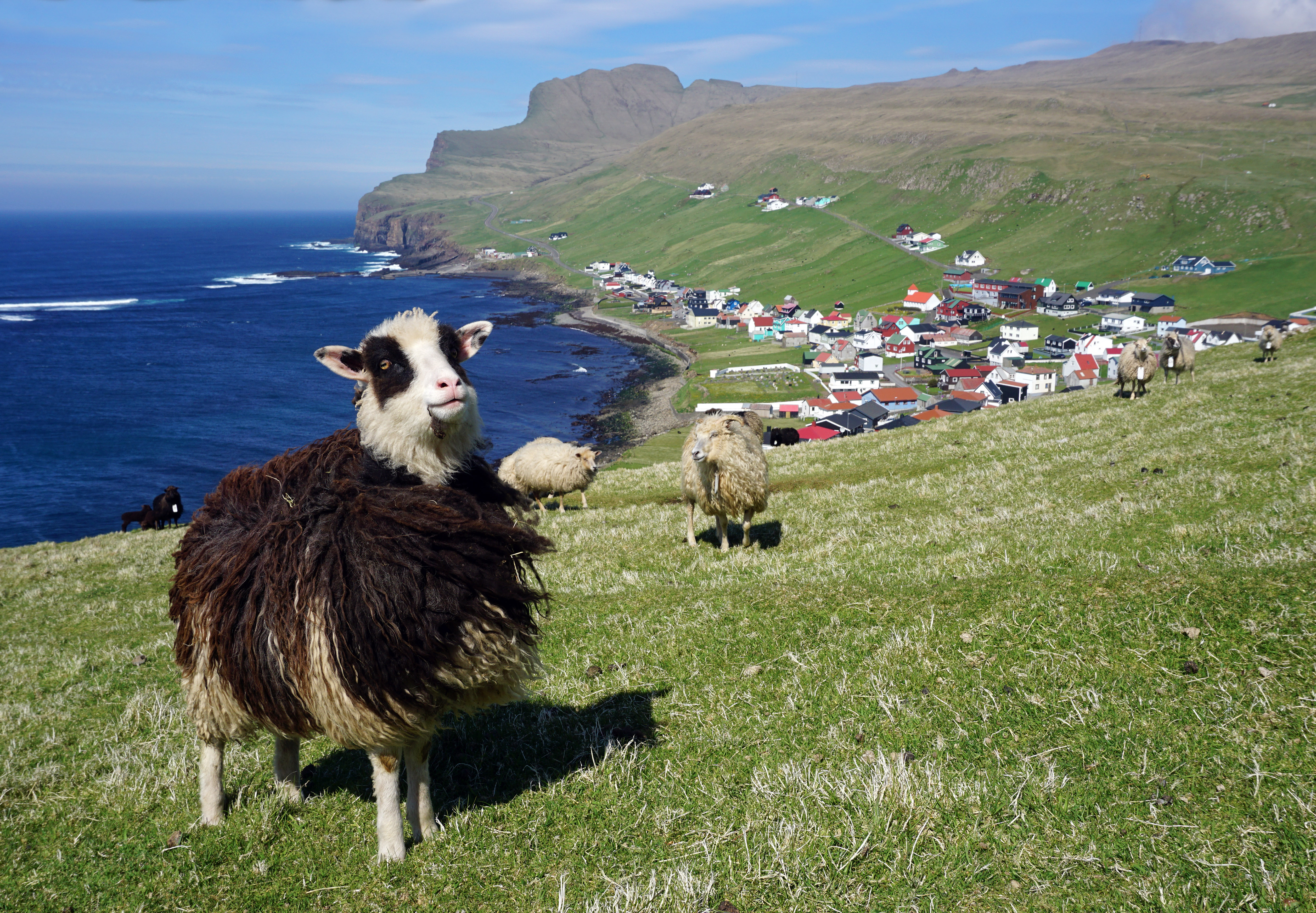
Сумба
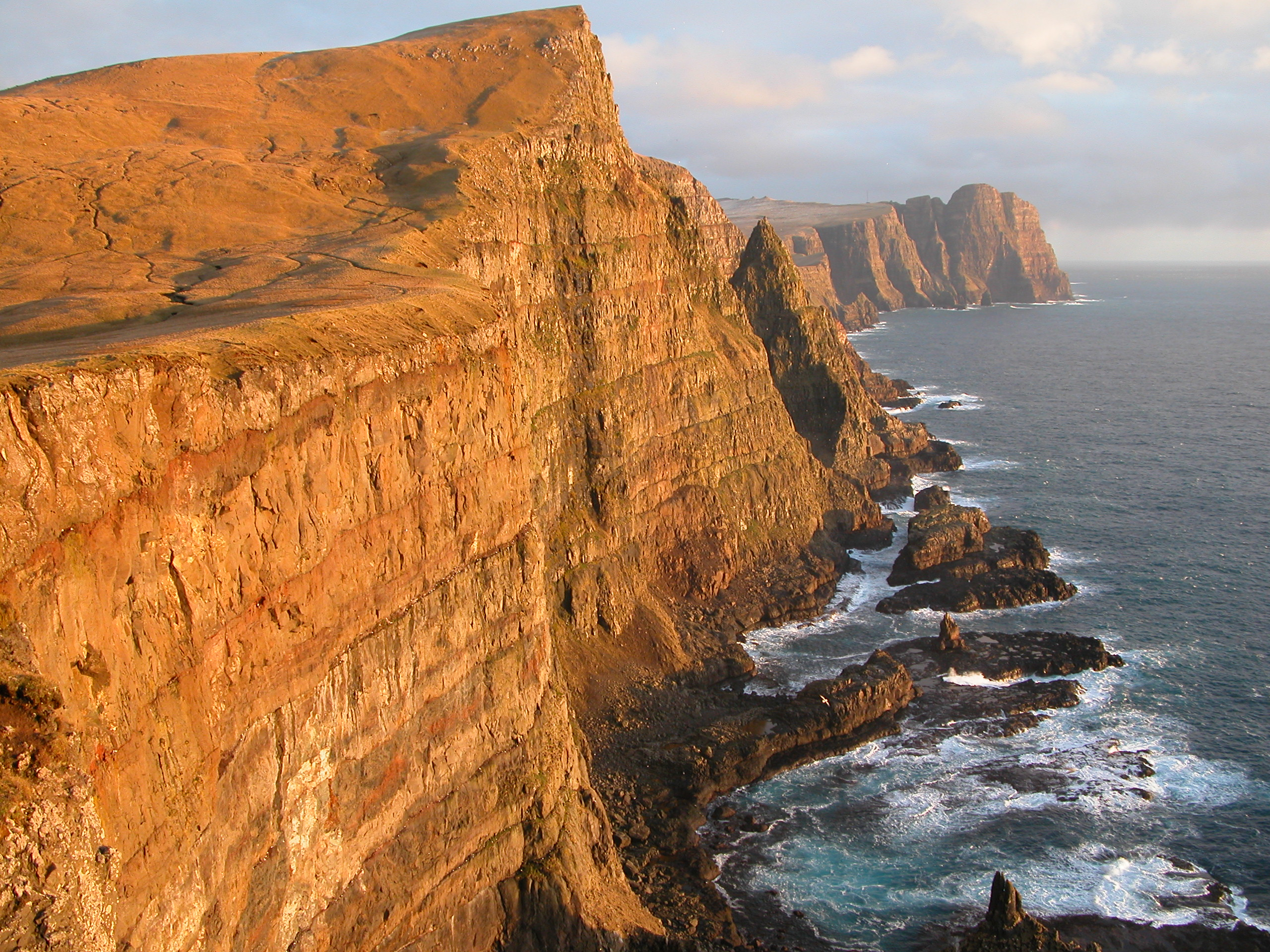
Западное побережье между Беинисвьордом и Воавуром
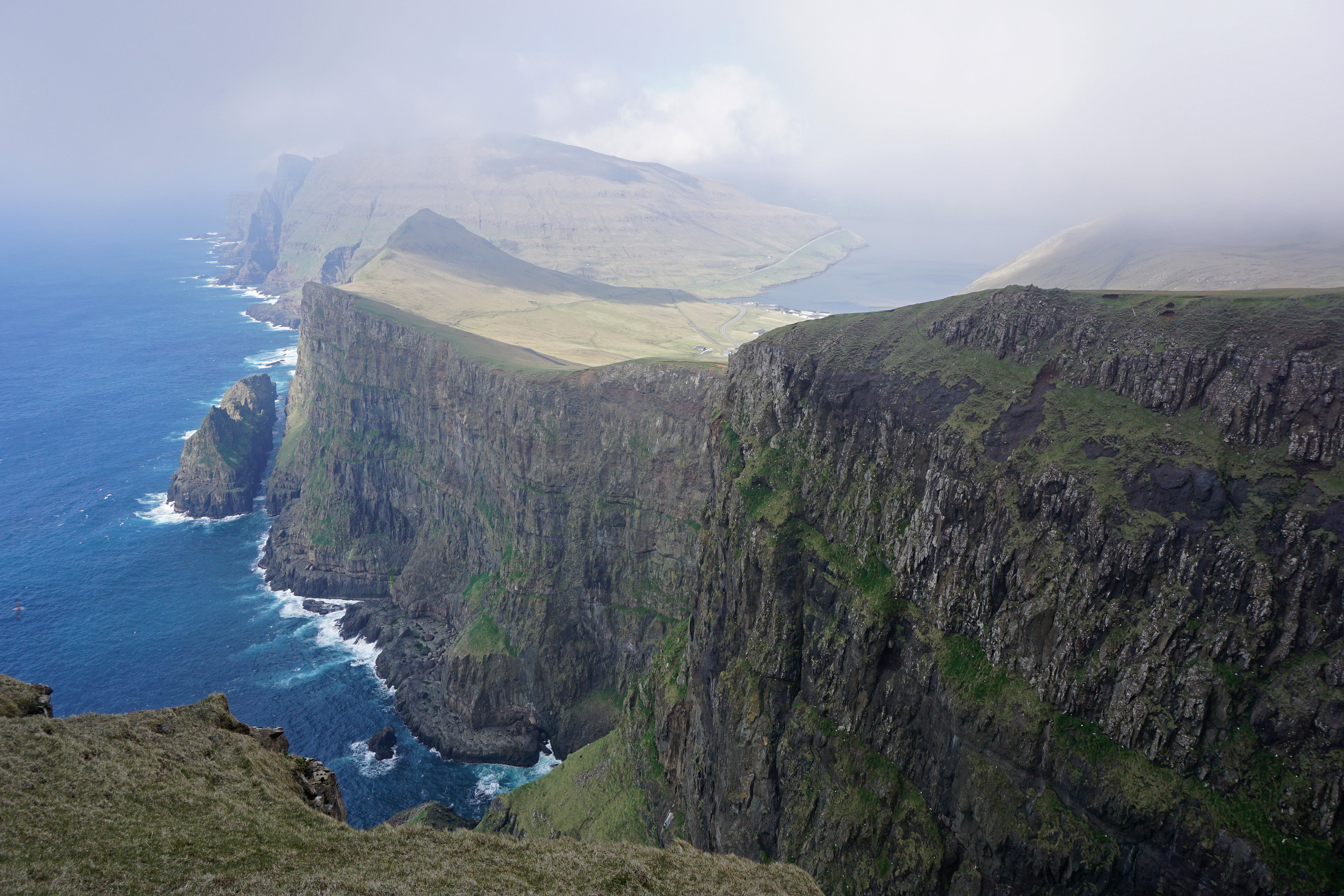
Вид на север от Беинисвьорда
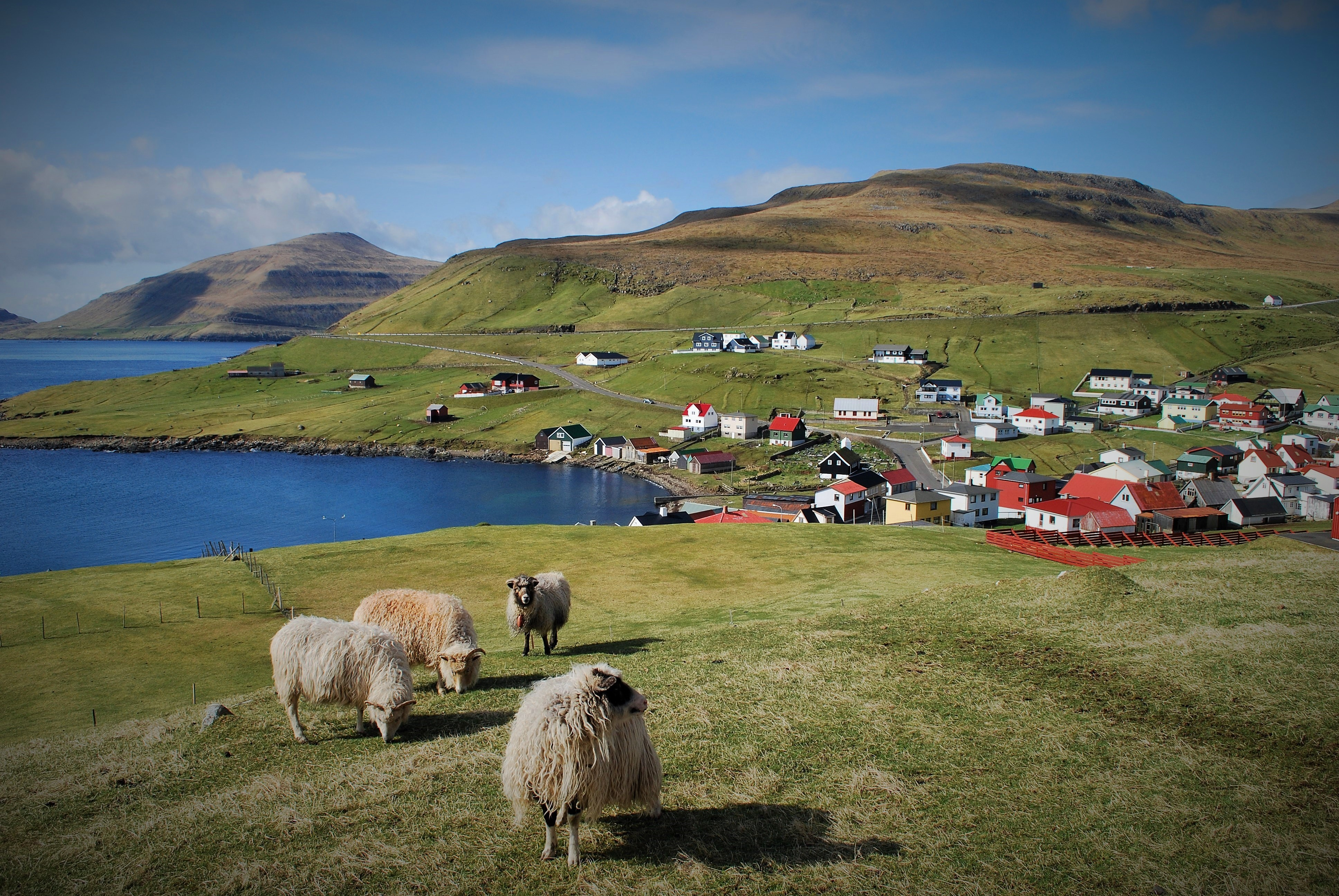
Поркери
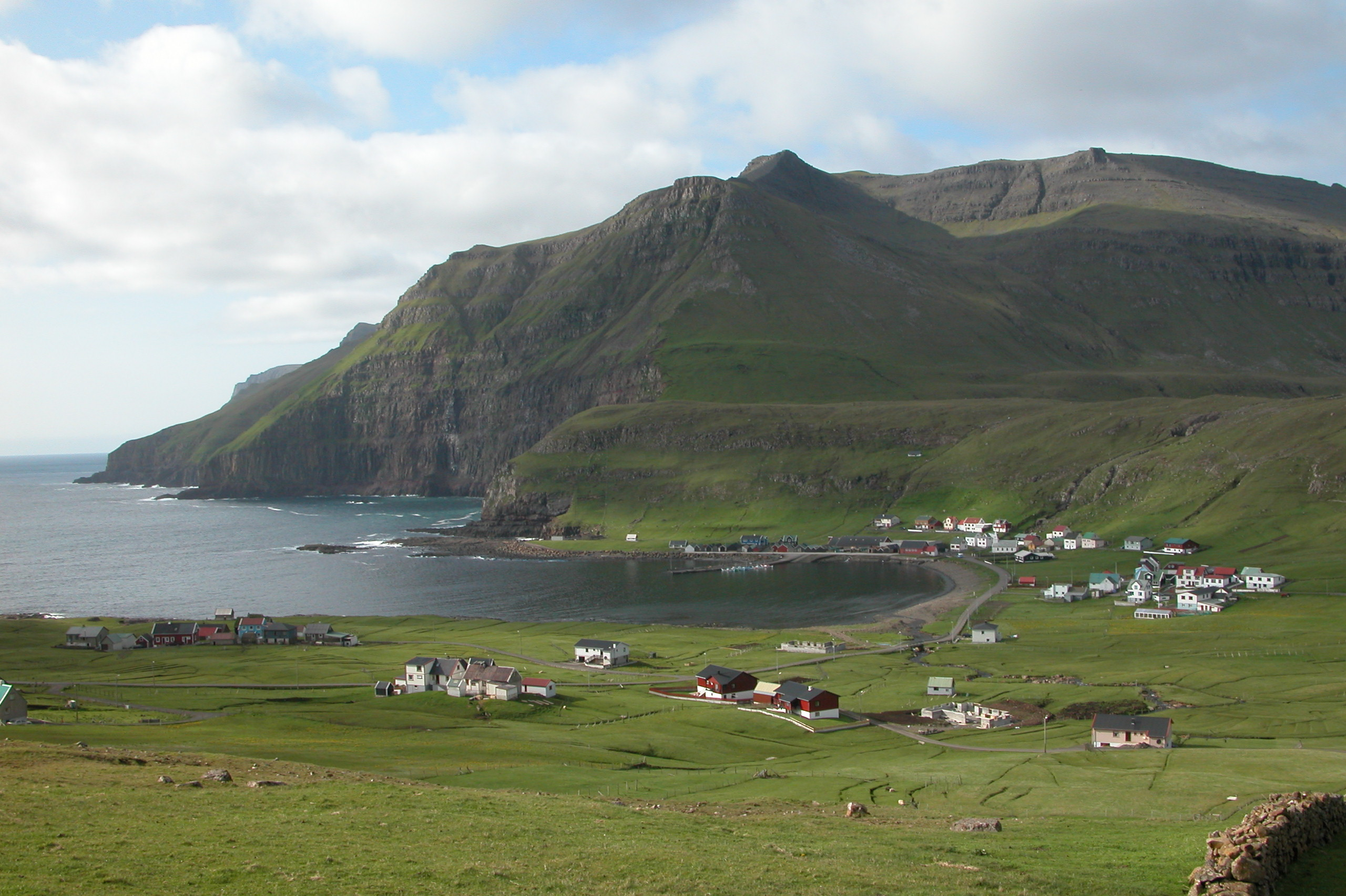
Фомьин
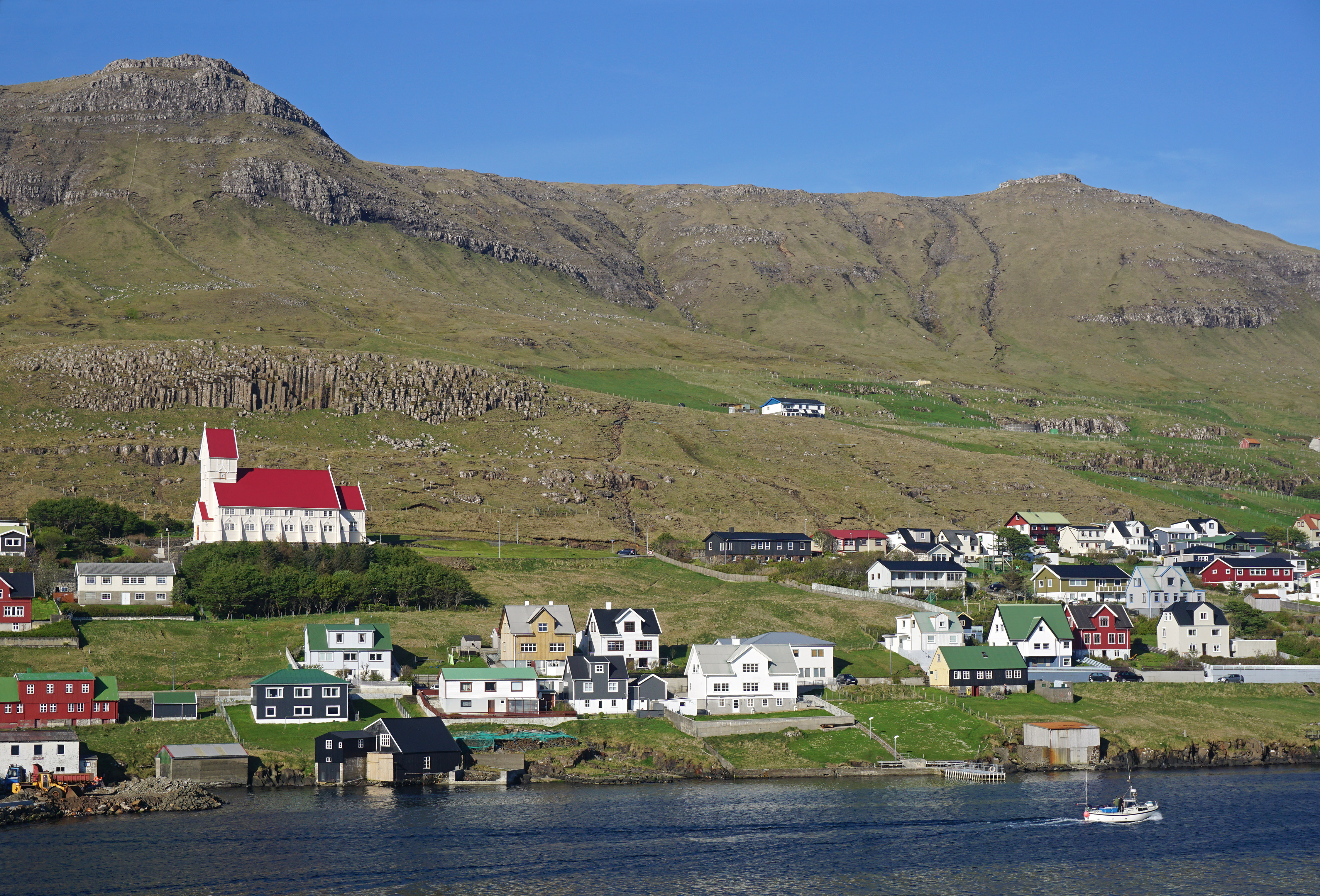
Твёройри, вид с парома  M/F Smyril
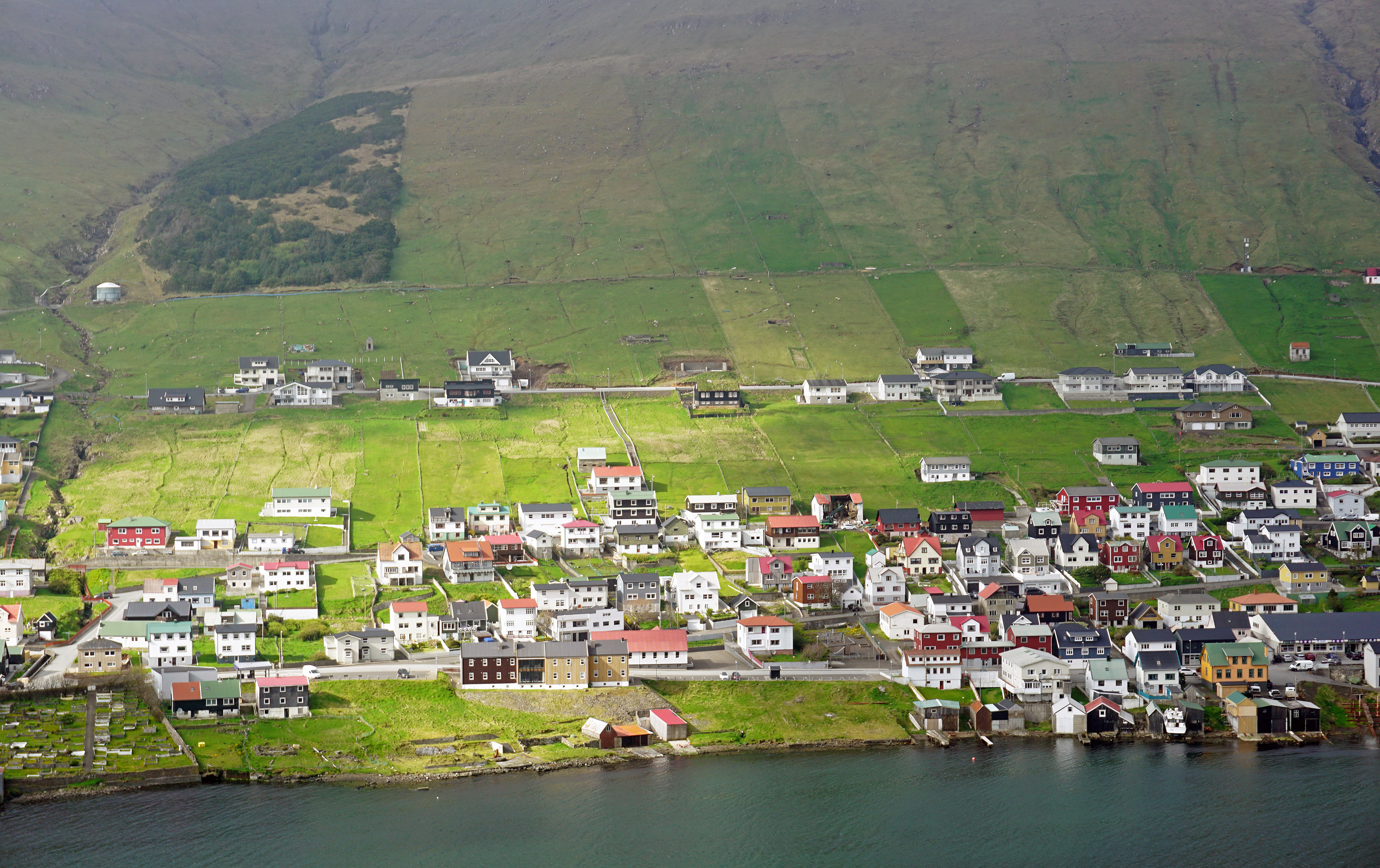
Воавур
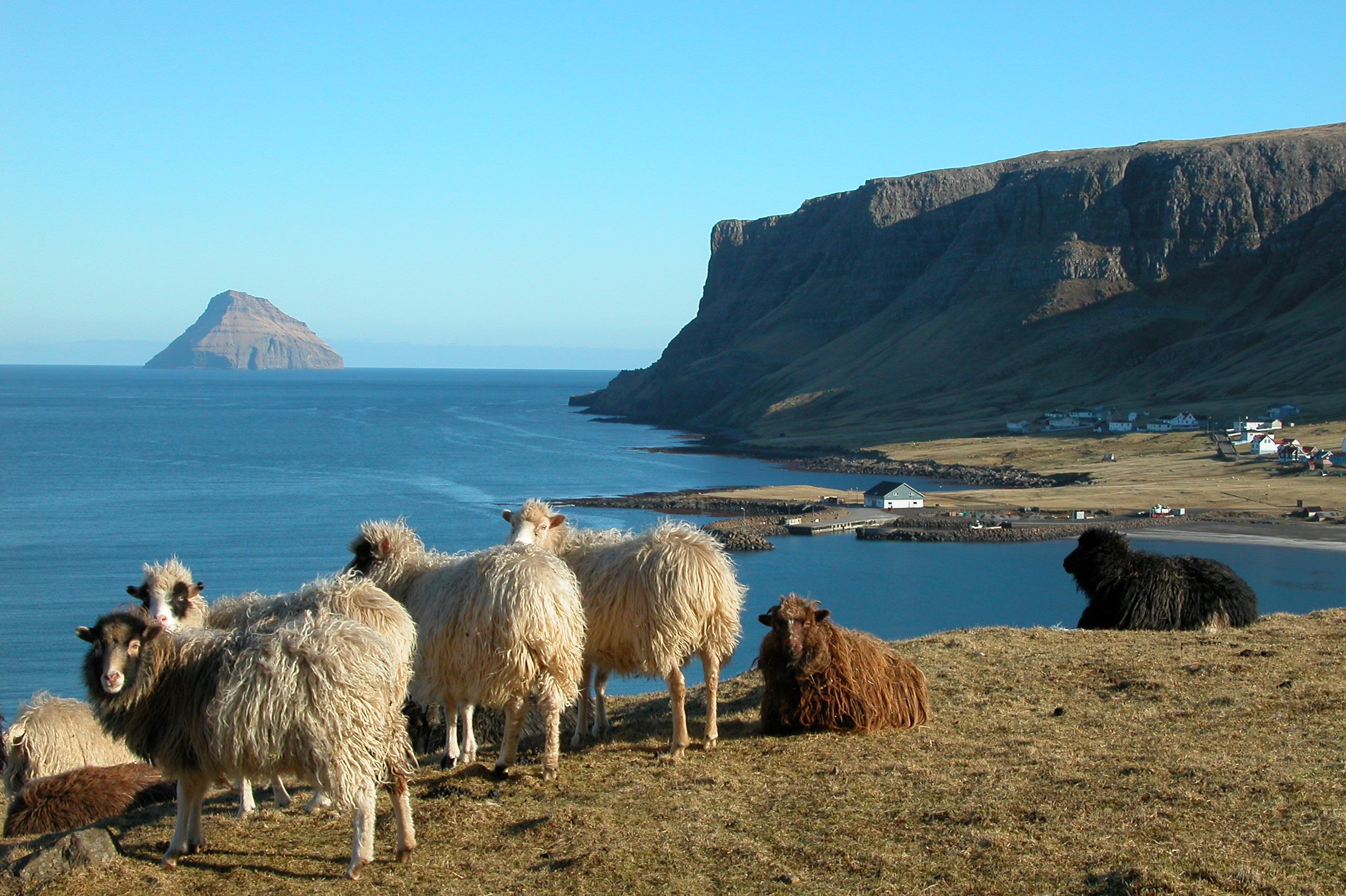
Квальба и остров Луйтла-Дуймун
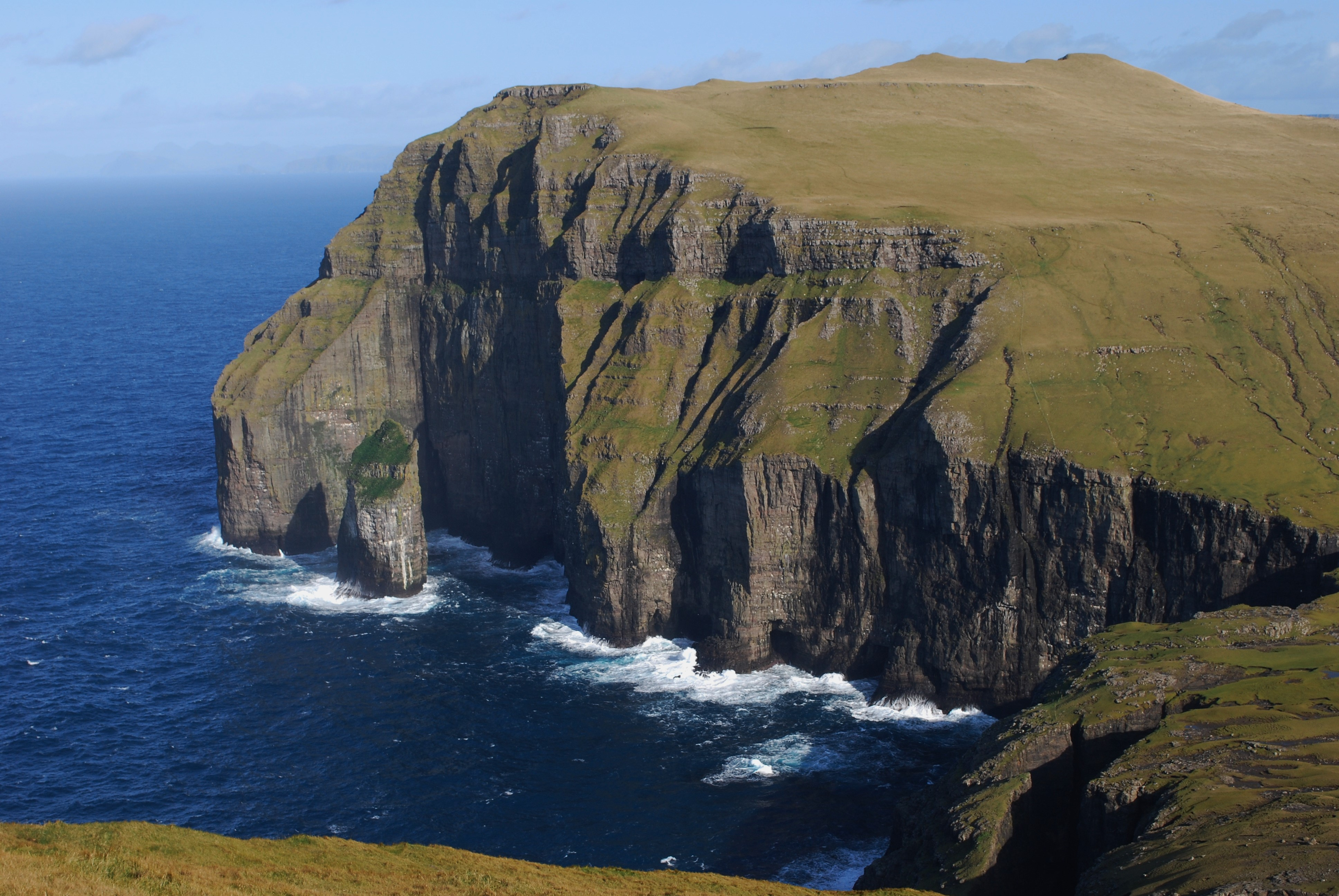
Осмундарстаккур к западу от Сандвуйка
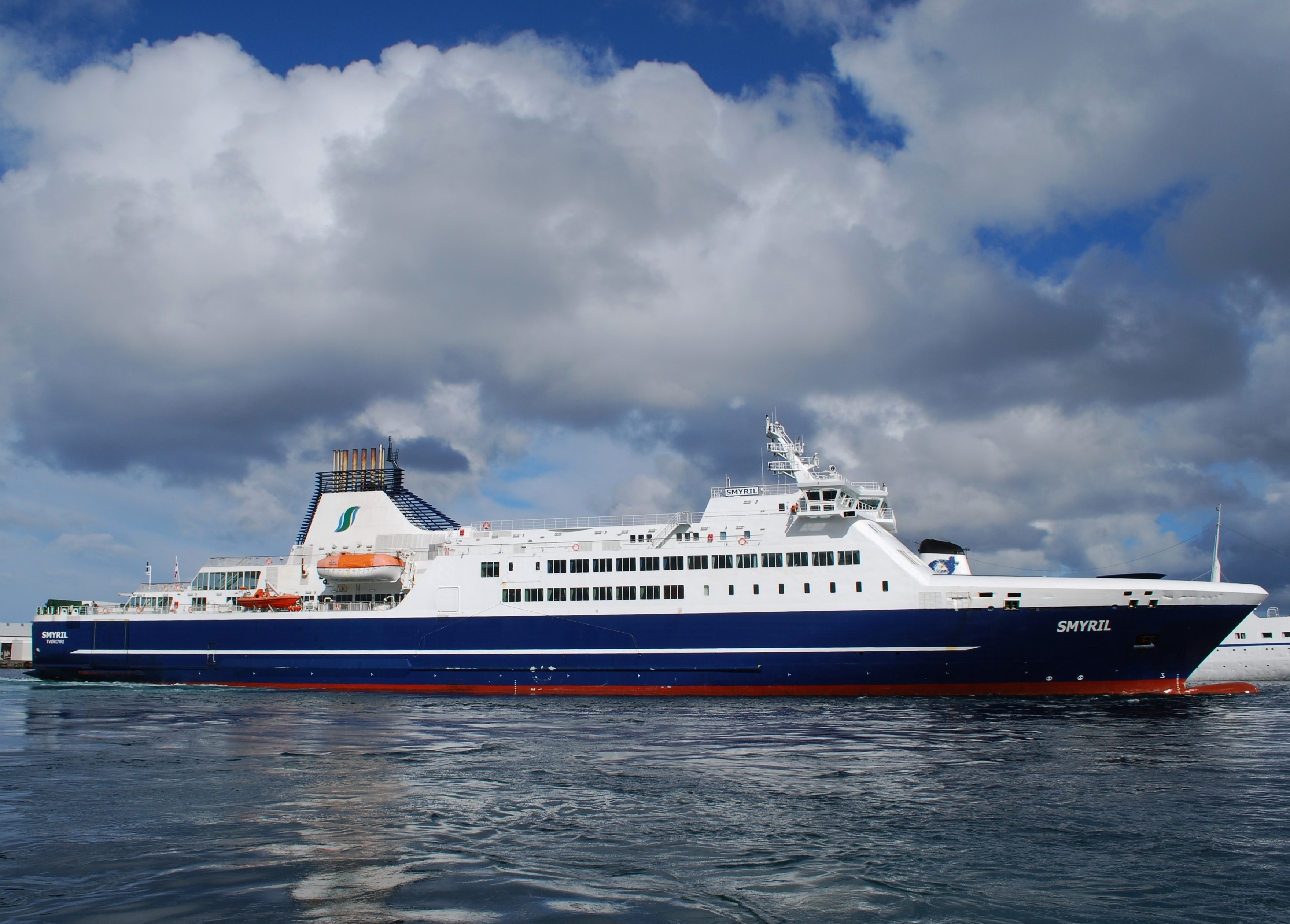
M/F Smyril, паром между Сувуроем и Торсхавном